# Ленин (Гомельская область)
Ленин (бел. Ленін) — агрогородок в Житковичском районе Гомельской области Белоруссии, административный центр Ленинского сельсовета.

## География
В 46 км на северо-запад от Житковичей, 18 км от железнодорожной станции Микашевичи (на железнодорожной линии Лунинец — Калинковичи), 274 км от Гомеля.
На реке Случь (приток реки Припять).

## История
Известно с XVI века. В 1568 году король польский и великий князь Великого княжества Литовского Сигизмунд II Август разрешил князю Юрию Юрьевичу Олельковичу основать местечко Ленин (по названию урочища, где расположилось местечко). В 1582 году упоминалось в акте о разделе владений между братьями Олельковичами. Местечко Ленин досталось Александру Олельковичу. Позже во владении Радзивиллов. В 1788 году построена деревянная церковь Рождества Богородицы (в 1857 и 1928 годах капитально отремонтирована, сожжена 16 февраля 1942 года немецкими оккупантами вместе с деревней). В церкви хранилось изданное в 1673 году Евангелие.
После второго раздела Речи Посполитой (1793 год) в составе Российской империи. В 1834 году центр поместья, в состав которого в 1839 году входили четыре фольварка, местечко Ленин и четырнадцать деревень. В 1848 году владение князя Л. П. Витгенштейна, который владел здесь в 1876 году 72 434 десятинами земли. В 1858 году церковь, еврейский молитвенный дом. Местечко было связано дорогой со Слуцком, проходил военно-коммуникационный большак, который связывал Петриков с Пинщиной. Действовали почтовая станция, церковно-приходская школа (с 1863 года). В честь освобождения крестьян от крепостного права в 1870-х годах на кладбище была построена деревянная часовня. Центр волости, в состав которой в 1885 году входили 25 селений с 432 дворами. Согласно переписи 1897 года находились народное училище, церковь, часовня, еврейский молитвенный дом, хлебозапасный магазин, паровая мельница, два постоялых двора, семь магазинов, почтовое отделение. В начале XX века на кладбище построена кирпичная часовня (памятник архитектуры неорусского стиля).
В деревне сохранилось еврейское кладбище (захоронения 1568—1941 годов) с деревянными памятниками. Часть памятников расхищена.
Согласно Рижскому договору, с 18 марта 1921 года в составе Польши, центр гмины Лунинецкого повета. С сентября 1939 года в составе БССР. С 15 января 1940 года центр Ленинского района Пинской области. С 12 октября 1940 года до 9 января 1952 года — городской посёлок. Во время Великой Отечественной войны Ленин в 1941 году защищали подразделения 28-го полка 75-й стрелковой дивизии. 16 июля 1941 года оккупанты расстреляли 7 жителей, которые прятали общественное имущество и животных. Действовала подпольная группа. В июле 1942 года каратели убили 940 человек. Оккупанты разместили здесь свой гарнизон, разгромленный 2 сентября 1942 года партизанами отрядов Комарова, Петровича, Имени М. Т. Шиша. Были освобождены из тюрьмы 48 человек и восстановлена Советская власть. В 1941—1942 годах оккупанты расстреляли 1250 советских военнопленных и мирных жителей (похоронены в могиле жертв нацизма на северо-западной окраине), а 16 февраля 1943 года расстреляли ещё 1200 жителей (похоронены в братской могиле на кладбище) и сожгли посёлок. В боях в июле 1944 года погибли 46 советских солдат и партизан (похоронены в братской могиле на ул. Набережной). Освобождена 6 июля 1944 года. 45 жителей погибли на фронтах.
8 июня 1950 года центр района перенесён в рабочий посёлок Микашевичи (теперь в Брестской области). 20 января 1960 года Ленинский район упразднён, деревня вошла в Житковичский район. Центр совхоза «Ленинский».

## Население
- 1816 год — 21 двор.
- 1834 год — 32 двора.
- 1848 год — 43 двора.
- 1858 год — 88 дворов, 232 жителя.
- 1866 год — 436 жителей.
- 1897 год — 144 двора, 1135 жителей (согласно переписи).
- 1908 год — в местечке 196 дворов, 1019 жителей, в поместье 63 жителя.
- 1940 год — 351 двор, 1650 жителей.
- 1959 год — 733 жителя (согласно переписи).
- 2004 год — 294 хозяйства, 841 житель.

## Транспортная сеть
Транспортные связи по просёлочной, затем автомобильной дороге Микашевичи — Слуцк. Планировка состоит из криволинейной меридиональной улицы с двумя переулками. С запада к основной присоединяется короткая прямолинейная улица. Застройка кирпичная и деревянная, усадебного типа. В 1987 году построены 49 кирпичных домов коттеджного типа, в которых разместились переселенцы из мест, загрязнённых радиацией в результате катастрофы на Чернобыльской АЭС.

## Инфраструктура
Действуют комбинат бытового обслуживания, лесничество, средняя школа, дом культуры, библиотека, детский сад, больница, отделение связи, столовая, магазины, почта, горисполком, детская площадка, кладбище, церковь, спортивная организация, спортивные зоны.

## Культура
- Центр культуры
- Музей ГУО «Ленинская средняя школа»[3]

## События и мероприятия
- 12 сентября 2023 года — Республиканская акция «Символ Единства 2023»[4]. Мероприятия ко Дню народного единства: диалоговая площадка у реки Случь, в месте, где проходила граница до 1939 года; передача флагов районов Гомельской области для аллеи в Минске, где будут представлены флаги всех областей и районных центров страны[5].
- Народный праздник «Купалле» (6 июля 2025).

## Достопримечательность
- На старом православном кладбище, в сосновом бору, уцелел интересный памятник деревянного зодчества: Свято-Крестовоздвиженская часовня в честь отмены крепостного права в 1861 году. Здание ветхое, но до сих пор стоит.
- На деревенском кладбище захоронено 1200 мирных жителей, расстрелянных 16 февраля 1943 года во время карательной экспедиции. В 1964 году на могиле поставлена стела: «16 февраля 1943 года фашистские варвары сожгли свыше 1200 мирных граждан г. п. Ленин».
- Еврейское кладбище. Единственные в Беларуси еврейские кладбища с сохранившимися деревянными памятниками.
- Рядовая застройка
- Православная часовня
- Производственный корпус (?)
- Церковь Рождества Богородицы (2000-е)
- Сквер Народного Единства[5][6]

### Памятник, скульптура
- Памятник В. И. Ленину
- Мемориальный комплекс — Скульптура воина со знаменем (1956)[7]
- Памятный знак[6][8], посвящённый важному историческому событию и Дню народного единства[5]. На гранитной плите под картой страны, где обозначена граница разделения до 1939 года, высечены поэтические слова белорусского классика Янки Купалы, написанные в 1939 году:

Ты з Заходняй, я з Усходняй
Нашай Беларусі,
Больш з табою ўжо ніколі
Я не разлучуся…
Рядом выгравирован национальный орнамент и напоминание о том, что 17 сентября 1939 года н. п. Ленин был освобождён частями Красной армии и бойцами 18-го Житковичского пограничного отряда из-под польской власти 1921—1939 годов.
«Гэты дзень стаў актам гістарычнай справядлівасці, калі пачалося ўз'яднанне Заходняй і Усходняй Беларусі ў агульную краіну, аб'яднанне беларусаў у адзіную нацыю. Беларусь — адзіная, незалежная, непадзельная!» — гласит надпись на памятном знаке.

## См. также

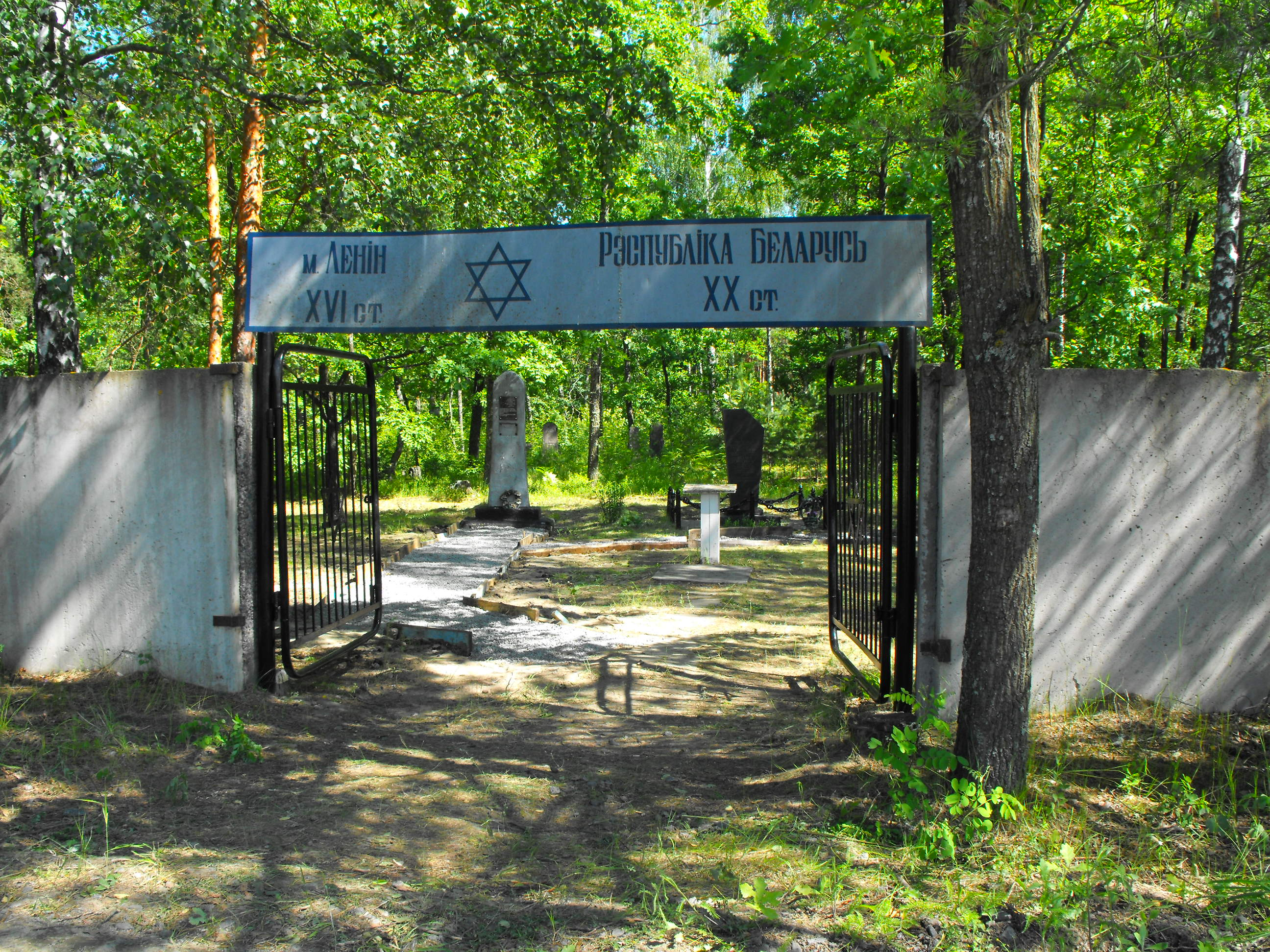
Вход на еврейское кладбище Ленин Житковичского района. Видны памятники евреям, убитым нацистами во время Второй мировой войны на территории кладбища

### Утраченное наследие
- Синагога
- Усадьба Радзивиллов
- Церковь Рождества Божией Матери